# Віденський театр «Уранія»
Віденський театр «Уранія» (нім. Wiener Urania-Puppentheater; іноді у зв'язку з головними ляльками театр називають (Віденський) театр Каспера та Пеці) — ляльковий театр у столиці Австрії місті Відні.

## З історії та сьогодення театру

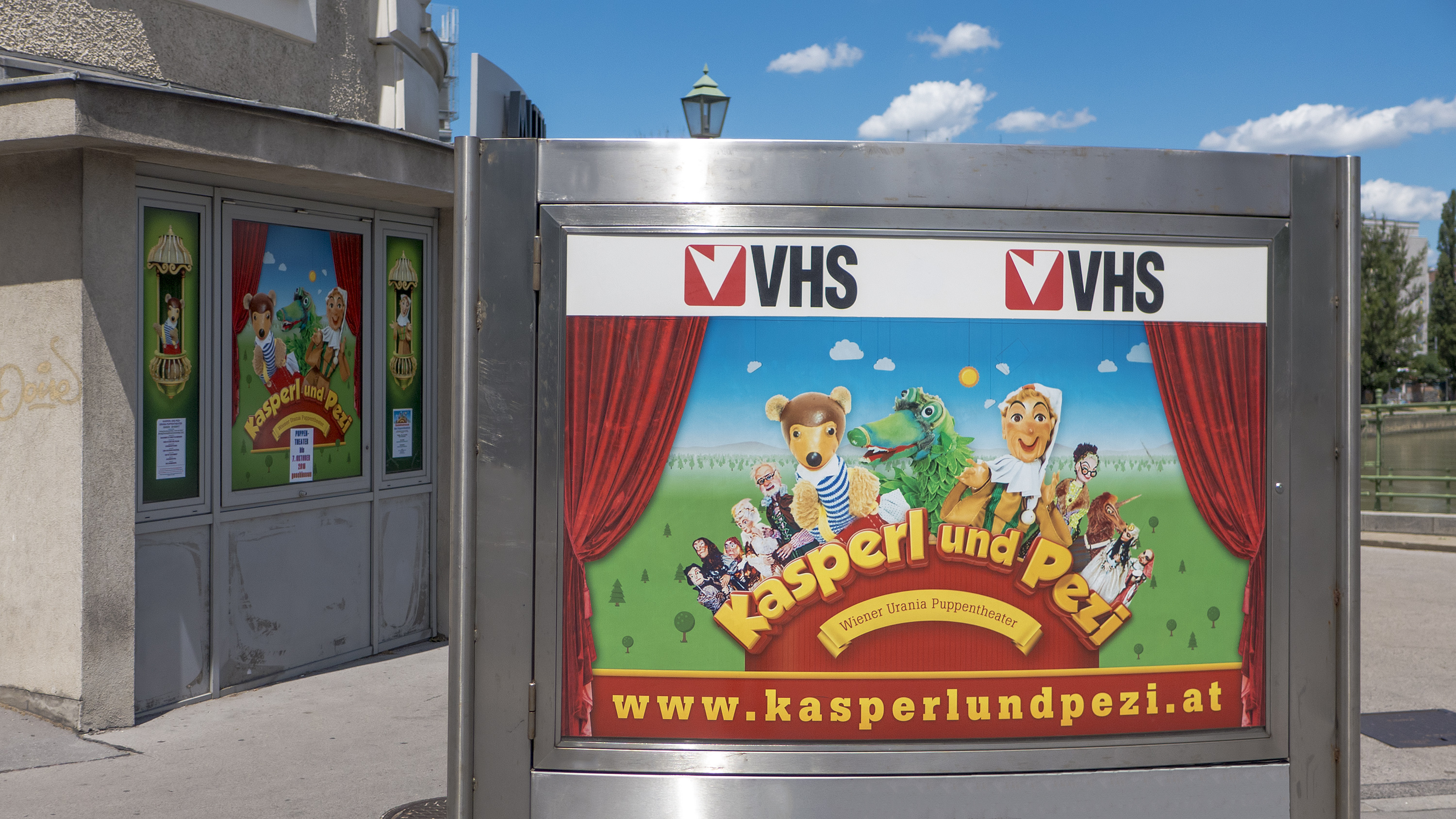

Театр ляльок, який зараз відомий як «Уранія», був заснований у Відні в 1949 році як «Театр маленьких» (нім. Theater der Kleinen) Гансом та Маріанною Краус (обидва зараз уже покійні).
Театр розташований, з 25 грудня 1950 року, в будівлі колишньої обсерваторії просвітницького товариства «Уранія», що й дало нову назву театрові ляльок. Уранія — музи астрономії та науки.
Від 1957 року ляльковий театр «Уранія» готував для австрійського телебачення лялькові шоу — на каналі ORF «виступали» ляльки Каспер і Пеці (Pezi) щосереди о п'ятій вечора в «Програмі Каспера» (нім. Kasperl-Sendung) та вечірня дитяча шоу-програма «Родина Петц» — загалом вийшло 198 серій, іноді навіть кількахвилинних, про пригоди маленького Пеці та членів його родини.
Окрім головних ляльок — Каспера та Пеці лялькарі віденського театру «Уранія» використовують й інші ляльки, наприклад Дракона Дагоберта (нім. Drache Dagobert) або Єдинорога Туснельда (Einhorn Tusnelda). Лялькарями театру були також Петер Діссауер (Peter Dissauer) та Пікко Кельнер (Picco Kellner).
У теперішній час театром керує Манфред Мюллер (Manfred Müller). Александра Філла (Alexandra Filla) є «голосом» ляльки Пеці.

## З репертуару
Репертуар віденських лялькарів з «Уранії» розрахований виключно на дитячу авдиторію, причому найменшу.
Сюжетика вистав є сумішшю популярних європейських казок, казок Братів Грімм, християнських сюжетів, авторських напрацьовок. Як і в багатьох інших західно-європейських лялькових театрах, більшість вистав об'єднуються навколо «головних» ляльок — Каспера та Пеці, хоча є і «окремі» вистави.

## Виноски
1. ↑  Чинна афіша вистав [Архівовано 25 березня 2010 у Wayback Machine.] на Вебсторінка театру [Архівовано 12 квітня 2010 у Wayback Machine.] (нім.)